# Franz Brenthel

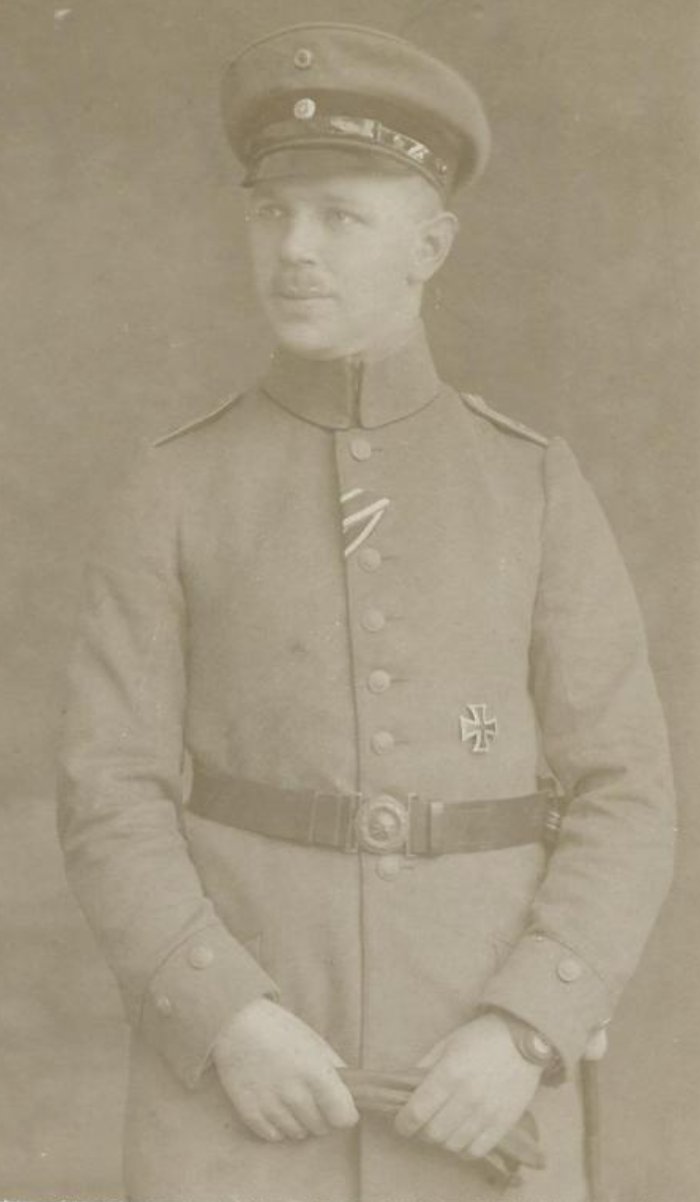
Franz Brenthel als Leutnant

Carl Franz Brenthel (* 19. Juni 1891 in Liebertwolkwitz; † 9. Mai 1957 in Reutte) war ein deutscher Ingenieur für Hüttenkunde und Hochschullehrer an der Bergakademie Freiberg.

## Leben
Brenthel studierte 1910 bis 1919 an der Bergakademie Freiberg bis zum Dipl.-Ing. Er nahm als Leutnant der Reserve am Ersten Weltkrieg teil und wurde unter anderem mit Eisernen Kreuz I. und II. Klasse, dem Ritterkreuz des Albrechtsordens mit Schwertern und der bronzenen Lebensrettungsmedaille ausgezeichnet. Von 1919 bis 1930 war er an der Halsbrückner Hütte tätig, zuletzt ab 1924 als Direktor. Von 1930 bis zur Entlassung 1946 durch die sowjetische Besatzung lehrte er als Professor Hüttenkunde, Elektrometallurgie und Probierkunde an der Bergakademie Freiberg. Am 30. August 1937 beantragte er die Aufnahme in die NSDAP und wurde rückwirkend zum 1. Mai desselben Jahres aufgenommen (Mitgliedsnummer 5.801.159). In den Jahren 1940 bis 1945 war er Dekan der Fakultät für Bergbau und Hüttenwesen und 1939 bis 1944 Rektor. Im November 1933 unterzeichnete er das Bekenntnis der deutschen Professoren zu Adolf Hitler. Im Weltkrieg eröffnete er die Freiberger Forschungsstelle für Rauchschäden, die sich mit der Umweltvergiftung durch Metallbetriebe befasste und die Interessen der Bauern und Forstleute berücksichtigte.
Von 1947 bis 1952 arbeitete er – wie der auch entlassene Kollege Friedrich Schumacher – als technischer Berater der Bleihütte Trepča in Südserbien. 1952–1957 errichtete Brenthel im Auftrag der Gesellschaft für Elektrometallurgie ein Forschungsinstitut bei der Hermann C. Starck AG in Nürnberg, dessen Leitung er auch übernahm. Ab 1952 hatte er einen Lehrauftrag als Gastprofessor an der RWTH Aachen inne.